# Keith Windschuttle
Keith Windschuttle (* 1942 in Sydney; † 8. April 2025 ebenda) war ein australischer Schriftsteller, Historiker und Mitglied des Aufsichtsrates der Australian Broadcasting Corporation. Er war ab 2007 Herausgeber des Quadrant und Verleger der Macleay Press.
Seine Bücher sind seit den 1970er Jahren entstanden. Sein bedeutendstes und auch umstrittenstes Werk, das ein weiteres Kapitel der History Wars eröffnete, ist The Fabrication of Aboriginal History: Volume One: Van Diemen’s Land 1803–1847 (2002), das eine Reihe australischer Historiker beschuldigte, die historische Faktenlage bezüglich der Gewalt zwischen weißen Siedlern und Aborigines zu verfälschen. In The White Australia Policy (2004) setzte er sich mit der White Australia Policy auseinander und argumentierte, dass akademische Historiker das Ausmaß des Rassismus in der australischen Geschichte übertreiben würden. In The Fabrication of Aboriginal History, Volume Three: The Stolen 1881–2008 vertrat er die Auffassung, dass das Vorhandensein von "Stolen generations" von schätzungsweise mehreren zehntausend Aborigines-Kindern aus ihren Familien in Jahren von 1910 bis 1970 ein Mythos sei. 

## Leben
Keith Windschuttle besuchte die Campsie Public School, Erskineville Opportunity Class und die Canterbury Boys’ High School in Sydney. Nach der Highschool arbeitete Windschuttle als Journalist bei verschiedenen Zeitungen u. a. auch beim Daily Telegraph Sydney und Magazinen. Er schloss 1969 mit einem BA (first class honours in Geschichte) an der University of Sydney ab und erhielt 1978 einen MA (honours in Politik) von der Macquarie University. Eine begonnene Promotion beendete er nicht. 1973 wurde er Tutor für Australische Geschichte an der University of New South Wales (UNSW). 1980 verfasste er Dokumentationsreihen unter dem Titel Work that Was für das Fernsehen, die von ABC Television gesendet wurden. Zwischen 1977 und 1981 war Windschuttle Dozent für Australische Geschichte am New South Wales Institute of Technology, das heute University of Technology, Sydney heißt, um 1983 als Dozent zur UNSW zurückzukehren. 1993 beendete er seine Anstellung an der UNSW und war seither der Verleger von Macleay Press, Eigentümer des Macleay College sowie ein regelmäßiger Gastdozent an amerikanischen Universitäten.

## Politische Entwicklung
In den 1960er und 1970er Jahren war Windschuttle der Neuen Linken verbunden, bewegte sich später jedoch nach rechts. Dieser Wandel wurde erstmals sichtbar in seinem Buch The Media von 1984, das sich sehr kritisch mit den marxistischen Theorien von Louis Althusser und Stuart Hall auseinandersetzte. Die erste Ausgabe dieses Buches setzte sich allerdings noch für staatliche Regulierung ein und verdammte private Unternehmen und freie Märkte. In der dritten Auflage des Buches nahm er jedoch andere Positionen ein:

“Overall, the major economic reforms of the last five years, the deregulation of the finance sector, and the imposition of wage restraint through the social contract of The Accord, have worked to expand employment and internationalize the Australian economy in more positive ways than I thought possible at the time.”

„Insgesamt haben die ökonomischen Reformen der letzten fünf Jahre, die Deregulierung des Finanzsektors und die Auflage der Gehaltszurückhaltung durch den sozialen Vertrag The Accord die Beschäftigung ausgeweitet und die Internationalisierung der australischen Wirtschaft positiver beeinflusst, als ich es damals gedacht hätte.“

Diese politische Entwicklung hielt während der frühen 1990er Jahre an. In The Killing of History verteidigte Windschuttle die Methoden der empirischen Geschichte gegen die Postmoderne und lobte Historiker wie Henry Reynolds. Später meinte er, dass er zwar damals diese Historiker geschätzt habe, aber in der Folgezeit bei der Untersuchung ihrer Primärquellen entdeckt habe, dass sie sich oft nicht an empirischen Methoden orientiert hätten. Stattdessen hätten Geschichtswissenschaftler vom linken wie vom rechten Spektrum die Geschichte verdreht und verfälscht, um ihre jeweiligen politischen Ziele und ideologischen Positionen zu stärken.
Windschuttle stellte auf einer Konferenz konservativer Historiker im Jahre 2000 eine Arbeit vor, in der er die Anzahl von 20.000 getöteten Aborigines in Massakern anzweifelte. Seine Beweisführung legte er anhand von vier Massakern dar und gab an, dass die offiziellen Zahlen den Ergebnissen seiner Untersuchungen nicht entsprächen. Aufgrund der großen öffentlichen Resonanz wollte er ein mehrbändiges Werk verfassen. Es erschien ein einziger Band im Jahre 2002 über die Massaker in Tasmanien, The Fabrication of Aboriginal History, der heftigen Widerspruch unter den Historikern auslöste, da Windschuttle darin mit gewagten Spekulationen dem aktuellen Forschungsstand widersprach. Daraufhin erschien ein Sammelband von Historikern, in dem die Darlegungen Windschuttle kritisch hinterfragt und widerlegt wurden. Windschuttles Thesen führten zu der nunmehr seit fast 20 Jahren in Australien geführten Debatte, die als History Wars bezeichnet wird. In der australischen Öffentlichkeit herrschte allerdings bereits im Jahre 2000 eine Stimmung, die eine Aussöhnung suchte, und diese wurde am Sorry Day 2000 manifest, als dafür über 250.000 Menschen in Sydney auf die Straße gingen. Kleist wertet dies so, dass Windschuttle mit seinen Thesen die angestrebte konservative Geschichtsrevision ins Gegenteil verkehrte.
In The Fabrication of Aboriginal History und anderen neueren Schriften zur Geschichte der Aborigines hat Windschuttle vor allem linke Historiker kritisiert, die seiner Ansicht nach geschichtliche Beweise fabriziert hätten. Er behauptete, dass die Rechte der Aborigines, einschließlich der Landrechte und der Forderung nach Entschädigung für vergangenes Leid, zu einem Anliegen der politischen Linken geworden und Beweise manipuliert worden seien, um die Ziele der Aborigines zu unterstützen.
Windschuttle meinte, dass es die Aufgabe der Historiker sei, empirische Geschichte „nahe der objektiven Wahrheit“ zu liefern. Die politische Auswirkungen der objektiven, empirischen Forschung lägen nicht in der Verantwortung der Historiker. Ein Historiker könne eine eigene politische Meinung haben, diese sollte aber nie dazu führen, historische Beweise zu fälschen. Kritiker wie die Autoren von Whitewash sagen, dass Windschuttle seinen eigenen Kriterien nicht folge und seine Ergebnisse stets seinen politischen Ansichten entsprächen.
Als häufiger Autor des konservativen Magazins The New Criterion und des von ihm selbst herausgegebenen Quadrant bestritt Windschuttle, dass weiße Siedler in Australien einen Genozid an Aborigines begangen hätten und bestreitet die Existenz eines Guerillakrieges gegen die britische Besiedlung. Er verneinte, dass die australische Haltung zu Rassen Ähnlichkeiten mit Südafrika während der Apartheid oder in Deutschland in der Zeit des Nationalsozialismus aufgewiesen habe, wie er sie in der Darstellung der linken Historiker zu sehen meinte.

## Veröffentlichungen
- Unemployment: a Social and Political Analysis of the Economic Crisis in Australia. Penguin, 1979.
- Fixing the News. Cassell, 1981.
- The Media: a New Analysis of the Press, Television, Radio and Advertising in Australia. 3. Aufl., Penguin, 1984, 1988.
- Working in the Arts. University of Queensland Press, 1986.
- Local Employment Initiatives: Integrating Social Labour Market and Economic Objectives for Innovative Job Creation. Australian Government Publishing Service, 1987.
- Writing, Researching Communicating. McGraw-Hill, 1988, 3. Aufl. 1999.
- The Killing of History: How a Discipline is being Murdered by Literary Critics and Social Theorists. Macleay Press, Sydney 1994; Macleay Press, Michigan 1996; Free Press, New York 1997; Encounter Books, San Francisco 2000
- The Fabrication of Aboriginal History, Volume One: Van Diemen’s Land 1803–1847. Macleay Press, 2002.
- The White Australia Policy. Macleay Press, 2004.